# Glaurocara nitidiventris
Glaurocara nitidiventris là một loài ruồi trong họ Tachinidae.